# Agathe Plitt
Agathe Plitt (* 1831 in Thorn, heute Toruń (Polen); † 27. Dezember 1902 in Berlin) war eine deutsche Pianistin, Klavierlehrerin und Komponistin.

## Leben

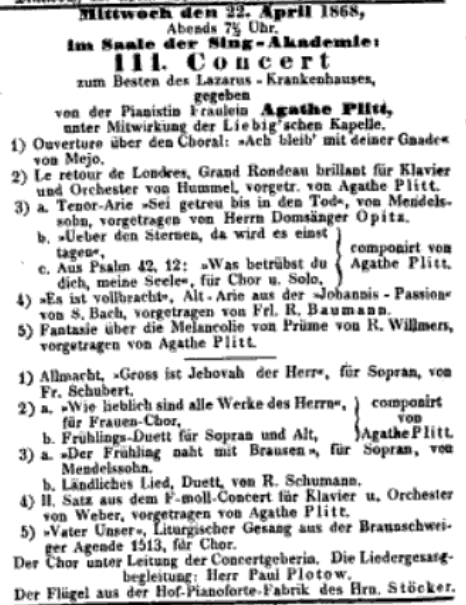
Konzertankündigung und -programm eines Konzertes von Agathe Plitt in der Berliner Singakademie am 22. April 1868

Agathe Plitt erhielt ihre pianistische Ausbildung in Danzig. 1847 siedelte sie nach Berlin über. Hier wohnte sie zunächst in der Friedrichstraße 17, im Adressbuch ist unter derselben Adresse eine „C. Plitt, verw[itwete]. Steuer-Inspector“ eingetragen, möglicherweise ihre Mutter oder Schwester, mit der sie zusammen wohnte. In Berlin setzte Agathe Plitt ihre Studien in Klavier und Komposition bei dem Kapellmeister Wilhelm Taubert (1811–1891) fort, unterstützt durch ein Stipendium von Königin Elisabeth, die Ehefrau Friedrich Wilhelms IV. von Preußen. In Berlin gab Agathe Plitt zahlreiche Konzerte, vor allem Wohltätigkeitskonzerte, und unternahm ab 1852 mehrere erfolgreiche Konzertreisen, u. a. nach Königsberg, Danzig und Elbing. Neben ihrer Konzerttätigkeit komponierte sie mehrere Werke, wirkte als Klavierlehrerin und leitete einen Frauenchor. In den 1860ern führte sie ein eigenes privates Musik-Institut in der Wilhelmstraße. Die Zeitschrift Signale listete sie 1884 als „Vorsteherin eines Musikinstituts“ in der Anhaltischen Straße 13. Kaiserin Augusta ließ ihr in Anerkennung ihrer gemeinnützigen Leistungen eine kleine Rente bis an ihr Lebensende auszahlen.

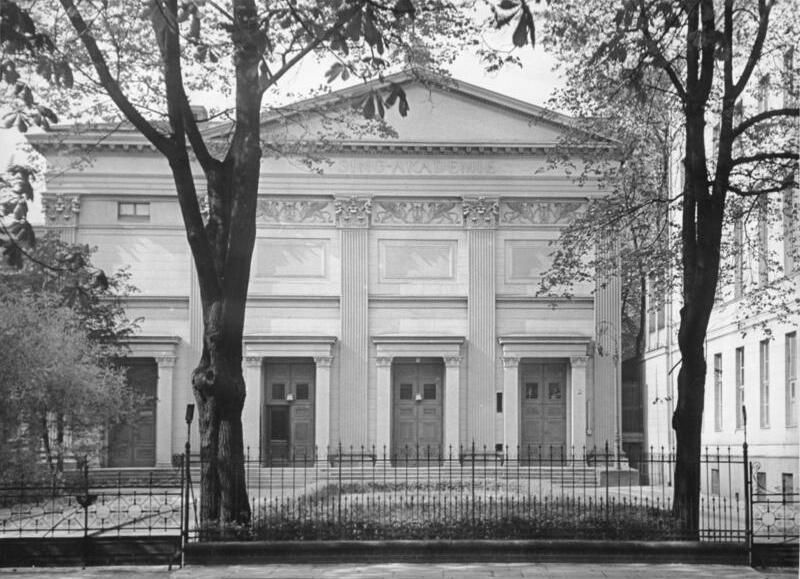
Die Berliner Singakademie

Ihre letzte Wohnadresse in Berlin, wo sie auch ihr Musikinstitut führte, befand sich seit 1874 in der Anhaltischen Straße 13 (Hof, parterre) in der Nähe des Anhaltischen Bahnhofs und Potsdamer bzw. Leipziger Platzes.

## Kompositionen
Agathe Plitt komponierte und veröffentlichte Charakterstücke und Liederhefte sowie geistliche Werke, u. a. Psalmen, Motetten und Kantaten, die in ihren Konzerten auch der Öffentlichkeit vorgestellt wurden. Von den größeren Chorwerken sind zu ihren Lebzeiten nur sehr wenige in Druck erschienen.
- 3 Mazurken. Challier u. Co., Berlin 1853.
- 2 Lieder aus Amaranth (Wie bist du Frühling. Es muss was Wunderbares sein). Challier u. Co., Berlin 1853.
- 3 Lieder. (Gondoliera. Schmerz und Freude. Mein kleiner Vogel.). Op. 4, Challier u. Co., Berlin 1860.
- 2 Lieder. (Nur einmal möcht’ ich dir noch sagen. Im Erdenthal.). Op. 6, Heinersdorff, Berlin 1871.[12]